# Birdantis collaris
Birdantis collaris är en insektsart som först beskrevs av Walker 1870.  Birdantis collaris ingår i släktet Birdantis och familjen lyktstritar. Inga underarter finns listade i Catalogue of Life.